# Ormiscodes flavodiscata
Ormiscodes flavodiscata är en fjärilsart som beskrevs av Paul Dognin 1916. Ormiscodes flavodiscata ingår i släktet Ormiscodes och familjen påfågelsspinnare. Inga underarter finns listade i Catalogue of Life.